# Фельтринелли, Джанджакомо
Джанджа́комо Фельтрине́лли (итал. Giangiacomo Feltrinelli; 19 июня 1926, Милан — 14 марта 1972, Сеграте, Ломбардия) — итальянский издатель и политик левого толка, руководитель городской партизанской организации Группа партизанского действия. Известность в СССР получил как первый издатель романа Бориса Пастернака «Доктор Живаго».

## Биография
Родился 19 июня 1926 года в Милане, в состоятельной семье. Несмотря на благородство своего происхождения, Джанджакомо с ранних лет начал общаться с домашней прислугой. Знакомство с их проблемами и чаяниями, так же как и гибель при невыясненных обстоятельствах отца, имевшего разногласия с режимом Муссолини, подтолкнули молодого человека к принятию левых ценностей.
Джанджакомо Фельтринелли, оставшийся наследником немалого состояния отца, несмотря на это в 1944 году ушёл в антифашистские партизанские отряды гарибальдийцев (партизаны-коммунисты). В марте 1945 года Фельтринелли вступает в Итальянскую коммунистическую партию (ИКП). В 1948—1949 годах начинает собирать обширную библиотеку в Милане по истории рабочего движения, общественных движений и социальных революций, которая в 1954 году будет реорганизована в издательство Giangiacomo Feltrinelli Editore.
Фельтринелли в 1958 году стал первым издателем романов «Леопард» и «Доктор Живаго». Из-за романа «Доктор Живаго» со стороны ИКП и КПСС на издателя оказывалось давление, что впоследствии привело к его исключению из ИКП.
В 1960-х годах Фельтринелли много путешествует по миру, встречается с Фиделем Кастро и Эрнесто Че Геварой, с Хо Ши Мином, пишет заметки о вооружённой национально-освободительной и революционной борьбе в странах третьего мира. В 1967 году Джанджакомо Фельтринелли предпринимает попытку спасти Че Гевару, но, прибывшего в Боливию и вышедшего на связь с Режи Дебре, его, как «красного шпиона», арестовывают с помощью информатора ЦРУ и со скандалом выдворяют из страны. Позднее ему будет передан знаменитый «Боливийский дневник» Гевары.
Подавленный гибелью друга и товарища, Джанджакомо Фельтринелли возвращается в Италию. В Италии Фельтринелли видел реальную опасность правого государственного переворота, и, следуя примеру Красных бригад, начинает вооружённое сопротивление союзу крупной буржуазии и неофашистских и мафиозных группировок. Для этого он создаёт организацию Группа партизанского действия (ГПД).
15 марта 1972 года недалеко от одной из мачт ЛЭП был обнаружен труп Джанджакомо Фельтринелли, по официальной версии «подорвавшегося на своей же взрывчатке».